# William Botting Hemsley
William Botting Hemsley (East Hoathly, 29 dicembre 1843 – Broadstairs, 17 ottobre 1924) è stato un botanico britannico.
È stato curatore dei Royal Botanic Gardens di Kew dal 1860, assistente dell'erbario dal 1865 al 1867, e nuovamente dal 1883 al 1908.
Alla sua memoria è dedicato il genere Hemsleya della famiglia delle Cucurbitaceae.

## Opere
- Handbook of Hardy Trees, Shrubs and Herbaceous Plants (1877),
- Diagnoses Plantarum Novarum (1878-1880),
- Biologia Centrali-americana, Botany (cinque volumi, 1879-1888),
- Reporte de Resultados Científicos de la expedición del HMS Challenger, Botánica (1885), con Francis Blackwell Forbes (1839-1908)
- Enumeration of all Plants known from China (1886 & 1895).

| Hemsl. è l'abbreviazione standard utilizzata per le piante descritte da William Botting Hemsley. Consulta l'elenco delle piante assegnate a questo autore dall'IPNI. |